# Сербское искусство
Сербское искусство —  искусство сербов, проживающих на территории государства Сербия и сопредельных стран. На протяжении долгого времени сербское искусство было исключительно религиозным. Изобразительное искусство Сербии было связано с архитектурой, поскольку храмы расписывались фресками, церковные постройки украшала скульптура.
Изобразительное искусство Средних веков включает в себя сохранившиеся в сербских православных монастырях  византийские фрески и иконы. В начале современного периода сербское искусство находилось под влиянием  искусства Габсбургской монархии.  Современное сербское искусство берёт начало с XIX века.

## Сербское искусство Средних веков
Во 2-й половине IX века в Сербии было принято христианство в форме православия. В стране начали строиться каменные церкви. В церковной архитектуре произошло соединение византийского искусства с влияниями, идущими с побережья Далмации. Это влияние ощущается в церкви Святого Петра в Расе близ Нови–Пазара (VIII—X вв.). Центральную часть церкви, увенчанную куполом, окружает кольцеобразный сводчатый неф. В X—XI веке в сербских храмах появляются трёхнефные базилики (церковь Богородицы Левишской в Призрене).
Строительство храмов в средневековой Сербии поддерживалось сербским государством. Образцом средневекового сербского зодчества является монастырь Студеница, основанный Стефаном Неманя. В этом монастыре собраны произведения искусства византийского стиля, включающиеся в себя  фрески, внутреннее убранство, скульптуры святых. В 1986 году ЮНЕСКО внесла монастырь в список Всемирного культурного наследия. Образцом византийского зодчества являются монастыри монастырь Милешева, Сопочани и монастырь Высокие Дечаны. 

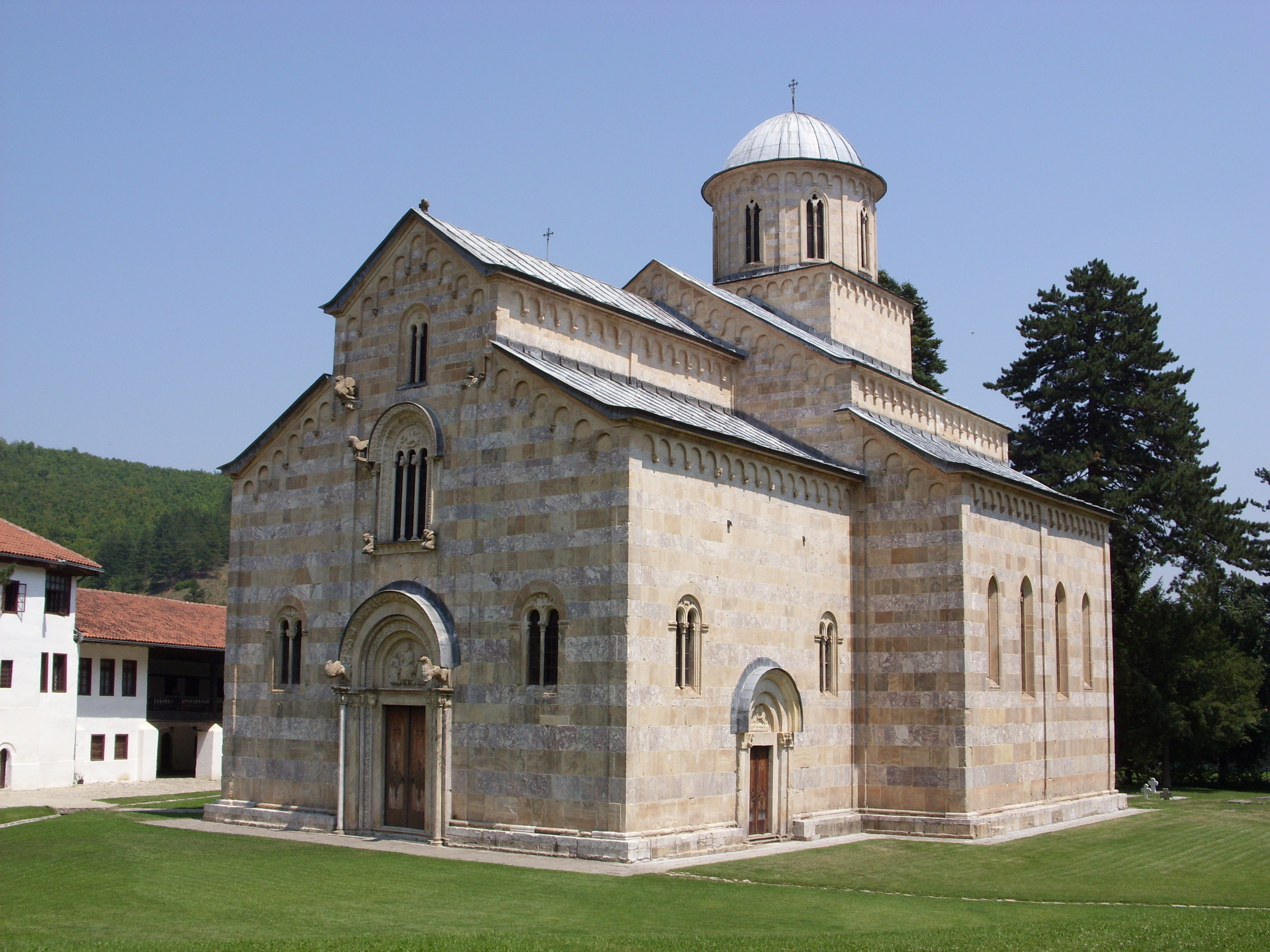
Монастырь Высокие Дечаны

Влияние византийского искусства в стране усилилось после захвата в 1204 году Константинополя в ходе четвертого крестового похода, когда многие греческие художники бежали в Сербию. Византийский стиль представлен в храме Вознесения монастыря Милешева, в настенной живописи и иконах храма Святых апостолов в городе Пече и в  монастыре Сопочани. Влияние Византийской архитектуры достигло пика после 1300 года при восстановлении Церкви Богородицы Левишка (около 1306—1307) и храма Георгия Победоносца в Старо Нагориане. В 1–й половине XIV века в зодчестве формируется новое направление — косово–метохийская школа. В храмовой архитектуре школы наибольшее распространение получил византийский крестово–купольный тип храма с западным притвором. Примером является церковь Богородицы Левишской в Призрене (1306—1307),  церковь Святого Димитрия (1321—1324) в комплексе Патриархии в Пече.
В 1330—1350 годах в Сербии (Метохия) был построен монастырь Високи Дечани. В отличие от других сербских монастырей этого периода, он был построен в стиле Романской архитектуры. В 2004 году ЮНЕСКО также внесло Дечанский монастырь в список Всемирного наследия.
Предметами сербского средневекового искусства были рукописи. Рукопись Мирославского Евангелия содержит  интересные миниатюры, замечательную каллиграфию. Красиво оформлена Хлудовская псалтырь, датируемая XIV веком. Сербские князья XIV века привлекали к работам над рукописями лучших писцов и художников.

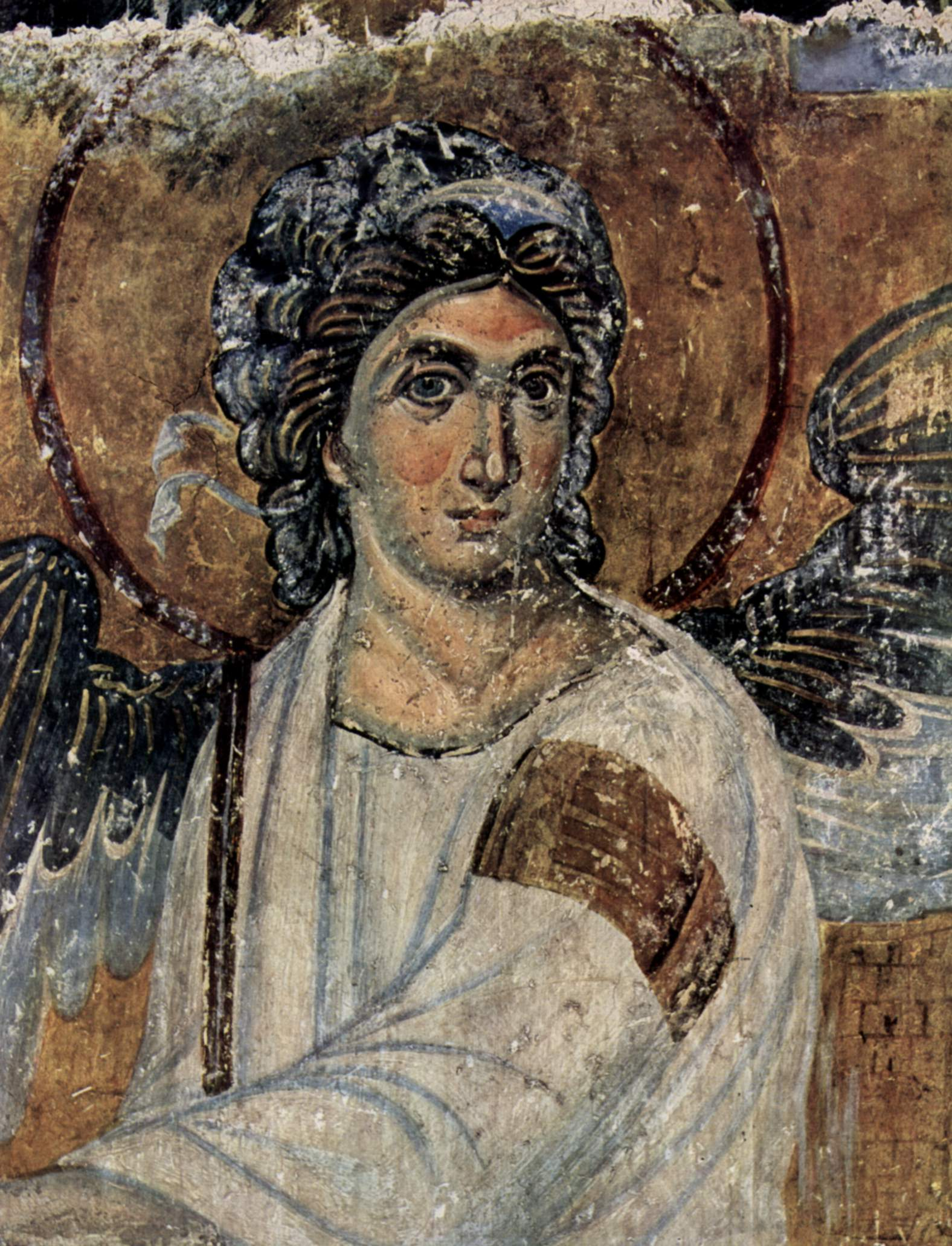
Белый Ангел, монастырь Милешева. 1235г.
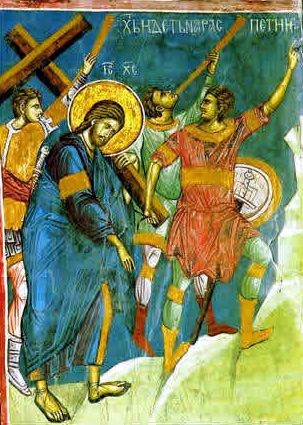
Христос с крестом, Високи Дечани, XIV в.
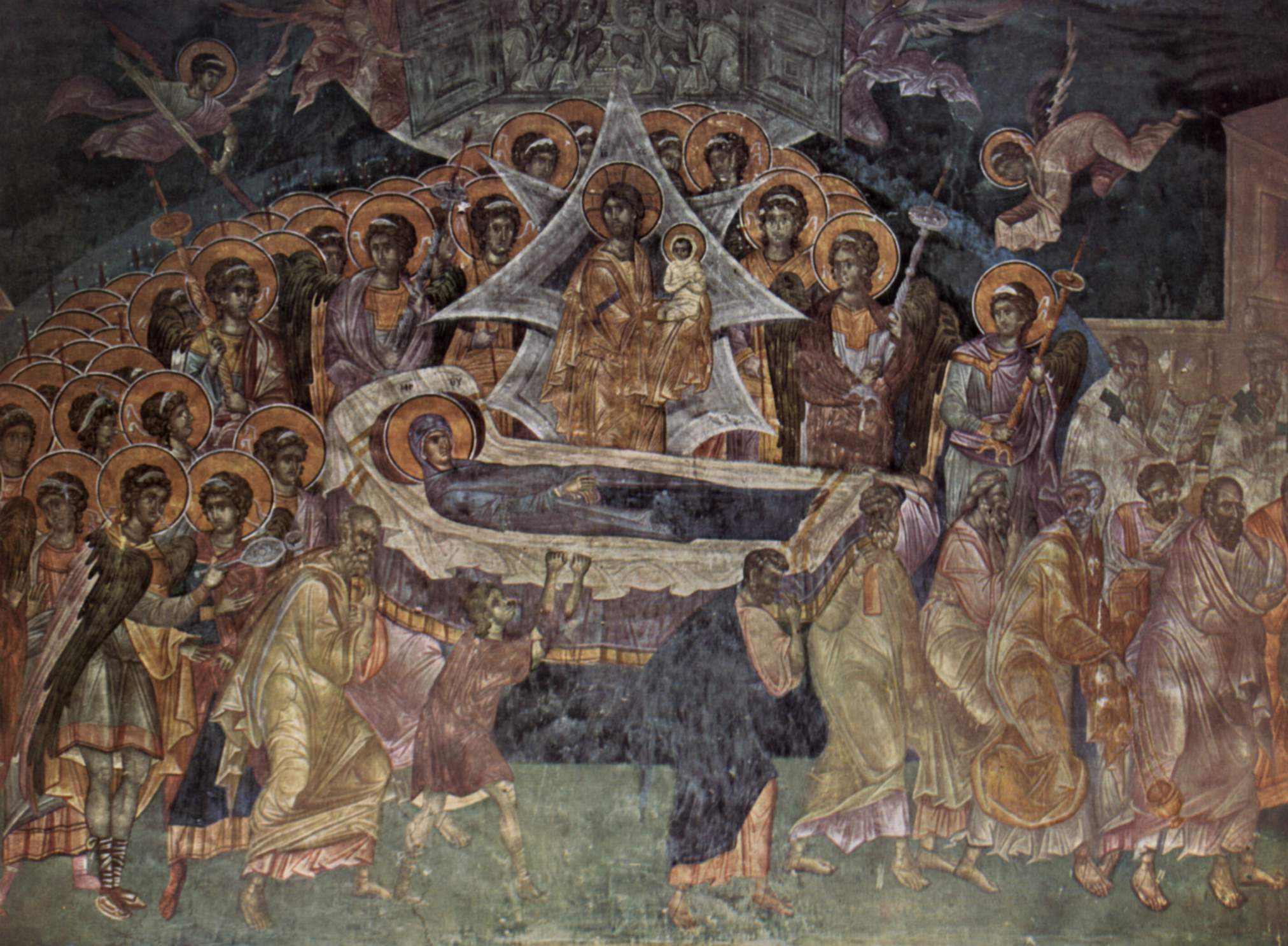
Успение Пресвятой Богородицы, Грачаница, XIV в.
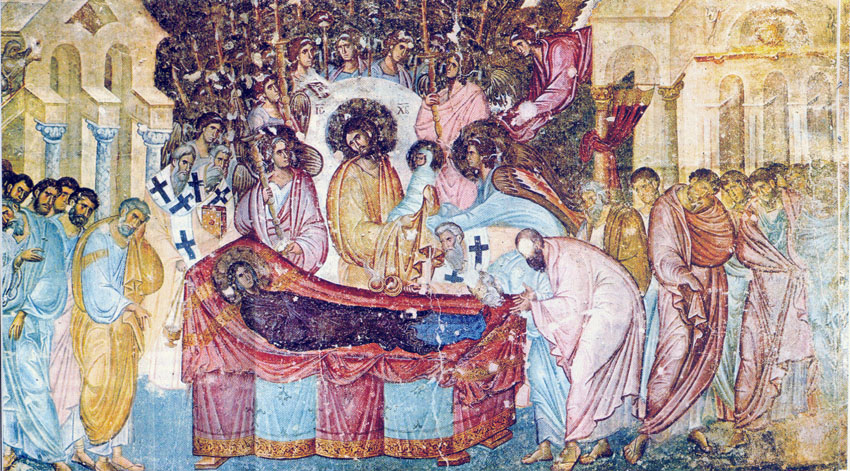
Успение Пресвятой Девы Марии, Сопочани, XIV в.
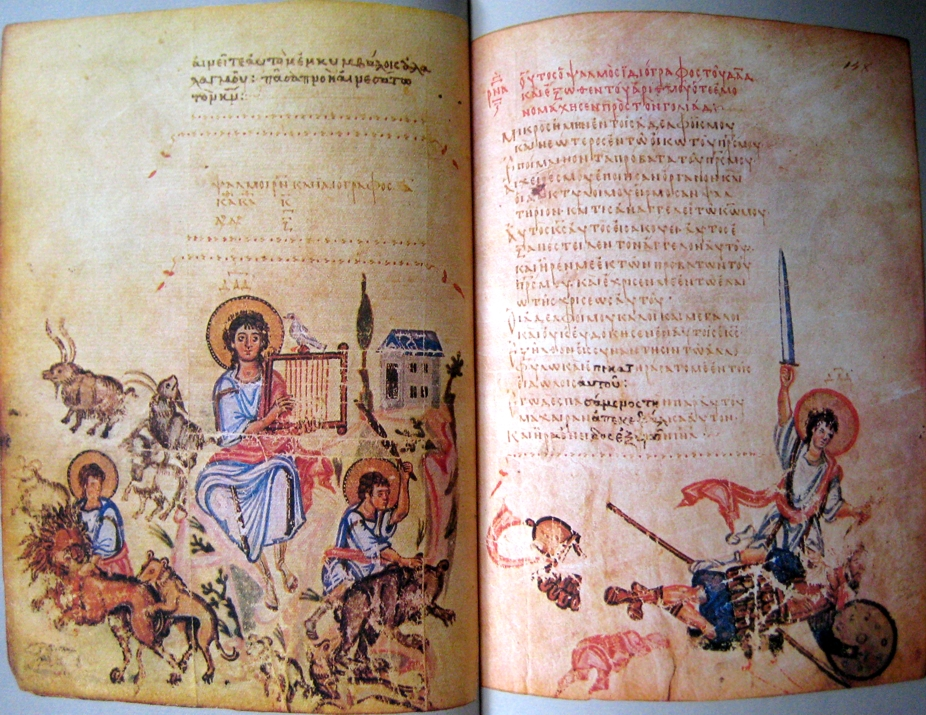
Хлудовская псалтырь, XIV в.

## Раннее Возрождение

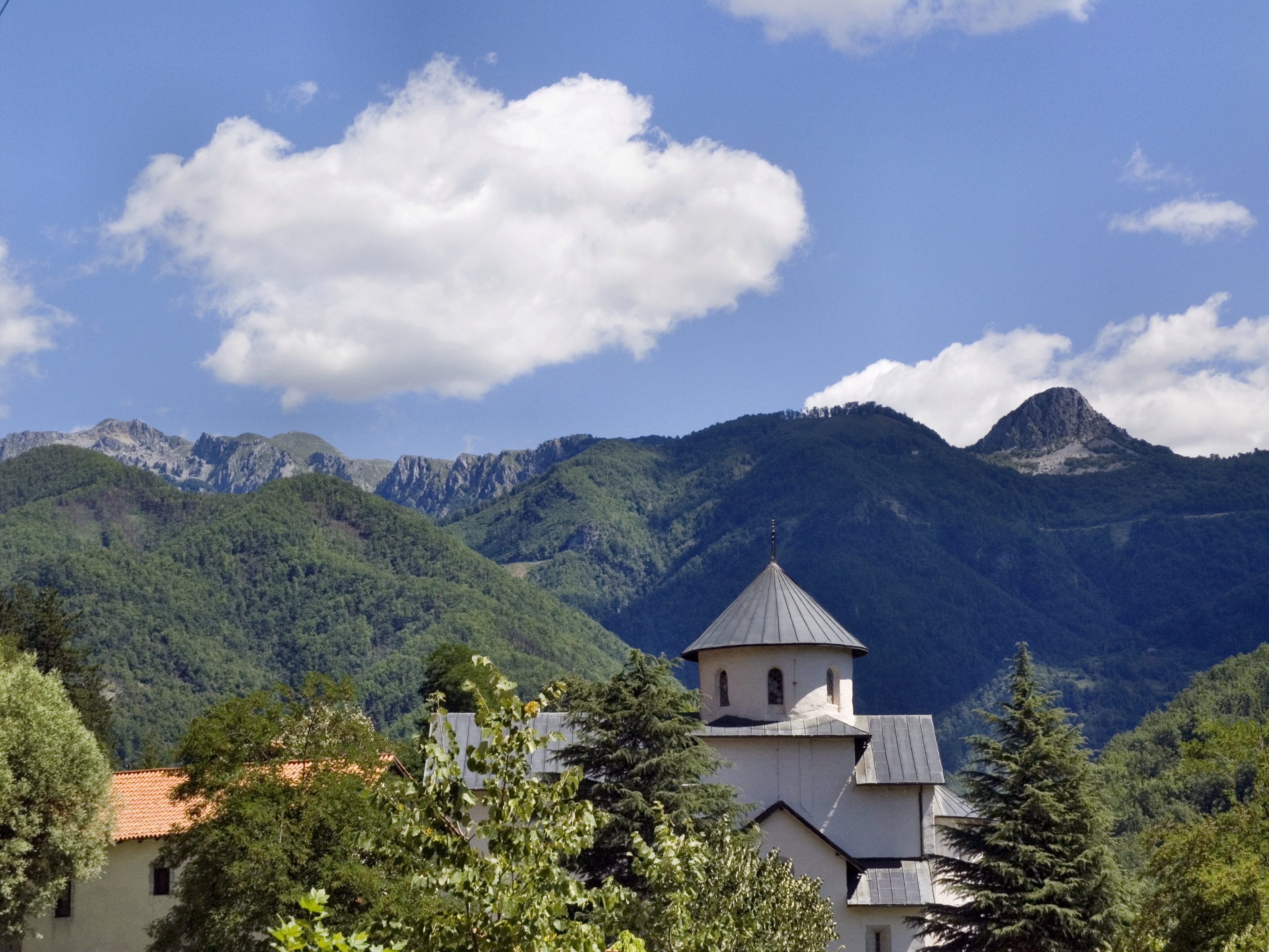
Церковь Успения Богоматери монастыря Морача

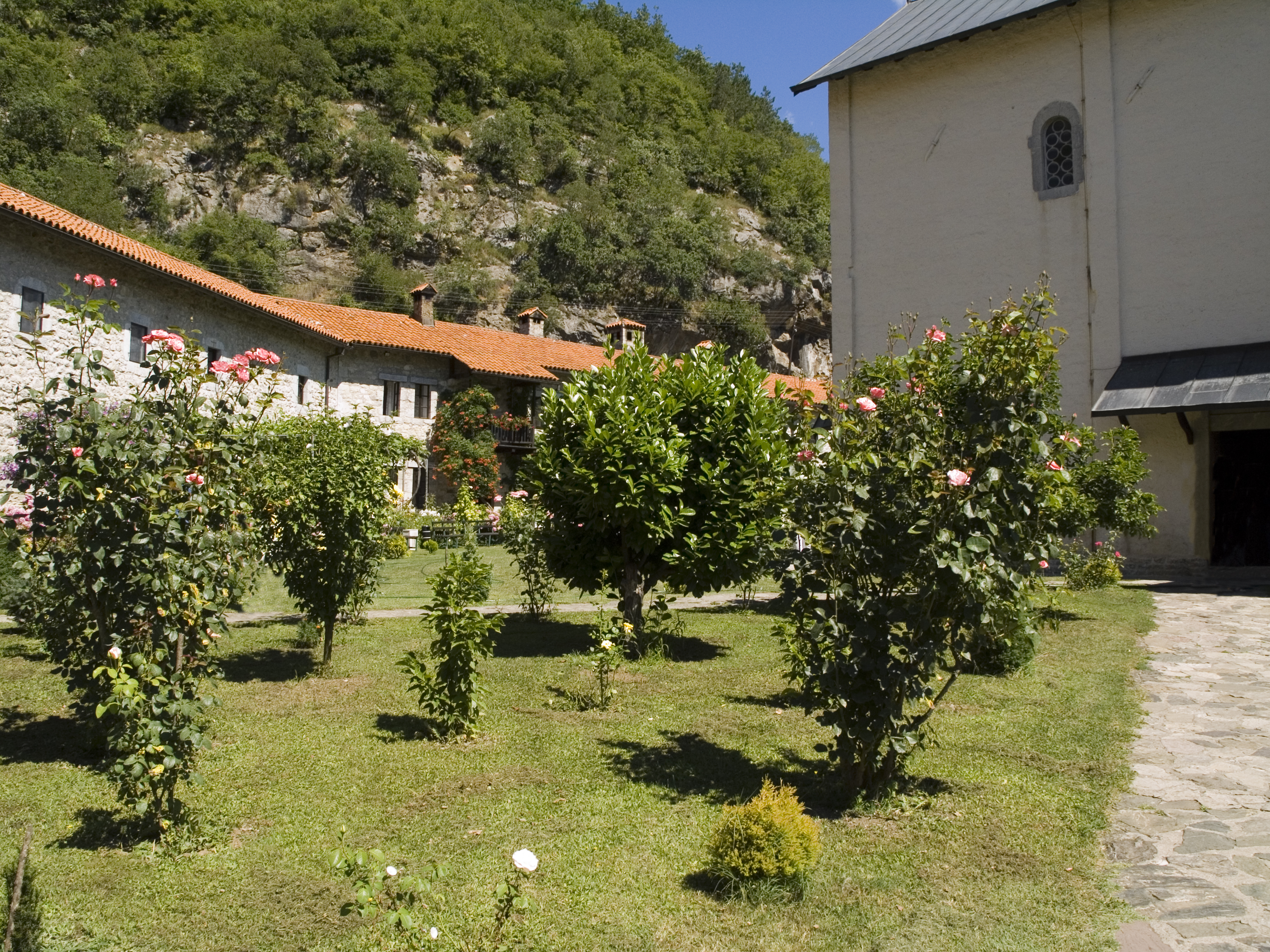
Внутренний двор монастыря

В период турецкого нашествия в стране строились крепостные сооружения. На торговых путях в XIII—XV веках были сооружены крепости с большими каменными зубчатыми стенами, высокими квадратными или круглыми башнями. В горах крепостные стены  следовали рельефу местности (Звечан и Маглич в долине реки Ибар; Голубац на реке Дунай).
Завоевание Сербии турками в XV веке оказало негативное влияние всё сербское искусство, надолго задержало культурное и экономическое развитие сербских земель. Сербы объединялись в христианские общины и считались турками представителями низшего класса (подданные в мусульманских странах райя). Сербское дворянство не было интегрировано в Османское государство. Османское правительство упразднило сербскую христианскую церковь. Но поскольку именно представители дворянства и церкви были главными заказчиками и покровителями архитекторов и художников, то пошло на спад и сербское искусство. Несмотря на эти трудности, в эти годы в стране создавались памятники искусств.
Оживление в искусстве началось после восстановления в 1557 году Сербской Патриархии. В XVII—XVIII веков строительство храмов велось больше в Воеводине, которая в 1690 вошла в состав Австрийской империи. В начале 17-го века здесь работал художник Георгий Mitrofanović, создавший интересные работы в монастыре Морача. В конце 18-го века в сербском искусстве (художники Никола Нескови, Теодор Крачун, Яков Орфелин) ощутилось влияние художественного направления Барокко.

### Барокко
Раннее барокко пришло в живопись Сербии под влиянием российских художников. В этом стиле работали художники Йов Василевич и Василий Романович, Дмитрий Василев, Йоаким Маркович, Йован Попович и др.
Возникновение и развитие живописи позднего барокко определялось культурными и политическими традициями времен Иосифа II. В стиле позднего барокко работали художники Яков Орфелин и Теодор Илич, резчики по дереву Аксентий Маркович и Марко Вуятови. Неоклассицизм, как художественный стиль нового времени, проявился в работах художников последующего века:  Стефана Гавриловича, Йована Исайловиа, Георгия Мишковича и Михайло Живковича.

## Живопись XIX века

### Графика

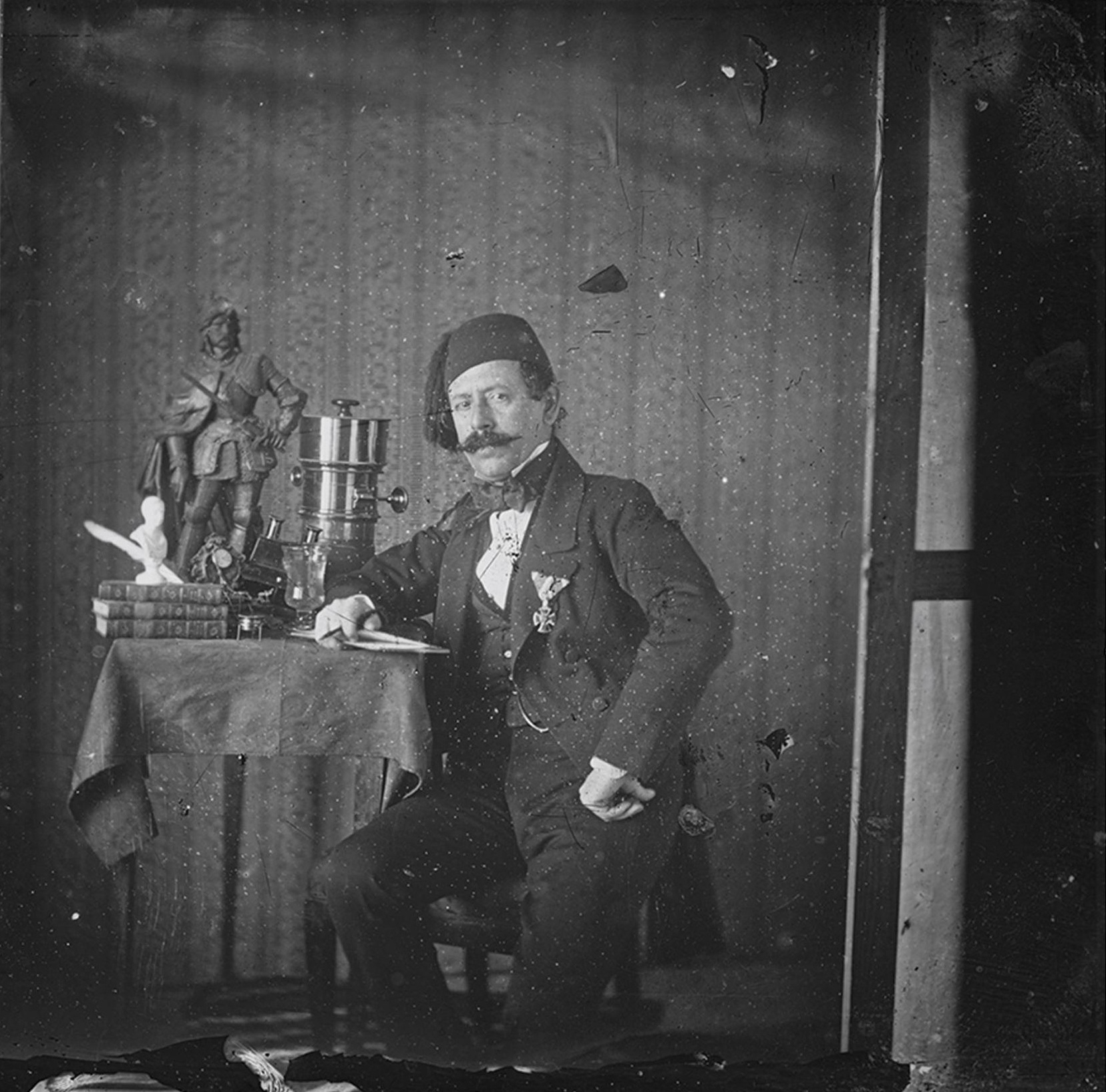
Анастас Йованович

В первые десятилетия XIX века сербские художники много работали в технике литографии. К ним относятся  Анастас Йованович. В литографии, ставшей частью графической продукции, преобладали  национально-исторические темы. В этой области работали сербские художники: Йован Попович, Урош Кнежевич, Симич Павле, Стеве Тодорович, Джордже Крстич и др. В конце 19-го века в Сербии пользовались популярностью работы на бытовые мотивы из народной жизни, изображения исторических событий и государственных деятелей.

### Неоклассицизм
В конце XVII — начале XIX века сербское искусство находилось под влиянием идей эпохи Просвещения и философии рационализма.  В дополнение к религиозной живописи, которая была по-прежнему доминирующей, художники обратились к жанру портрета. В галерею портретной живописи входили портреты сербских священников,  офицеров, гражданские лица — юристы, профессора, писатели, богатые купцы и их жены и др..

### Романтизм
В середине XIX века сербские художники обратились к романтизму. Романтические идеи пришли в страну из Австрии, Германии, Италии.  Социальные и политические условия жизни в Сербии способствовали расцвету этого направления искусства в конце 1860-х и начале 1870-х годов. Создаваемые художниками в теплых тонах композиции дополнялись игрой света и тени . В этом направлении работали художники  Катарина Иванович (1811—1882), Джура Якшич (1832—1878), Павел Симич (1818—1876), Новак Радони (1826—1890) и Стеве Тодорович (1832—1925).

## Современное изобразительное искусство

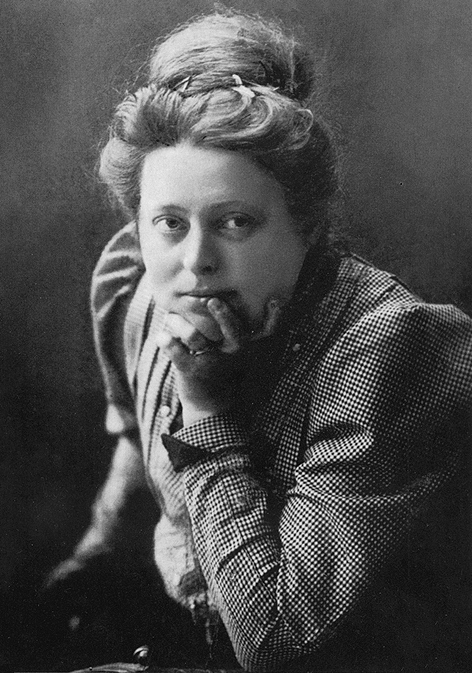
Надежда Петрович

В 1895 году Кирило Кутлик создал в Сербии первую школу искусств. Многие из его учеников продолжили образование во Франции и Германии, переняв там новые авангардные направления в живописи. К их числу относится Надежда Петрович, находившаяся под влиянием фовизма, Сава Сумалови, работающий в стиле кубизма.
После Второй Мировой войны основным направлением в сербской живописи был социалистический реализм.  В 1970-е годы часть художников обратилась к сюрреализму.
В XXI веке молодые художники Йованка Саниенови и Симонида Райцевич, сообразно философским теориям (в жизни все реально и нет ничего реального), пытались объединить живопись реализма с сюррализмом.
К современным сербским художникам относятся: Владимир Манич, Драган Бартулы, Исидора Иванович, Деян Манделц, Бильана Вукович, Сладжана Маринкович, Ивана Настески и Майя Джурович. Их произведения отражают как общность культурных традиций славянских народов, так новые веяния в современном искусстве.

## Внешние ссылки
- Архитектура, изобразительное и декоративно-прикладное искусство Сербии IX — начала XIX века
- Св. Лука: Старая сербская икона Архивная копия от 10 июня 2019 на Wayback Machine
- Художественная галерея